# Cytinus hypocistis
Cytinus hypocistis  es una especie de planta parásita que es polinizada por las hormigas, perteneciente a la familia Cytinaceae. Se encuentra principalmente en países que rodean el mar Mediterráneo, y es la especie tipo para el género Cytinus.

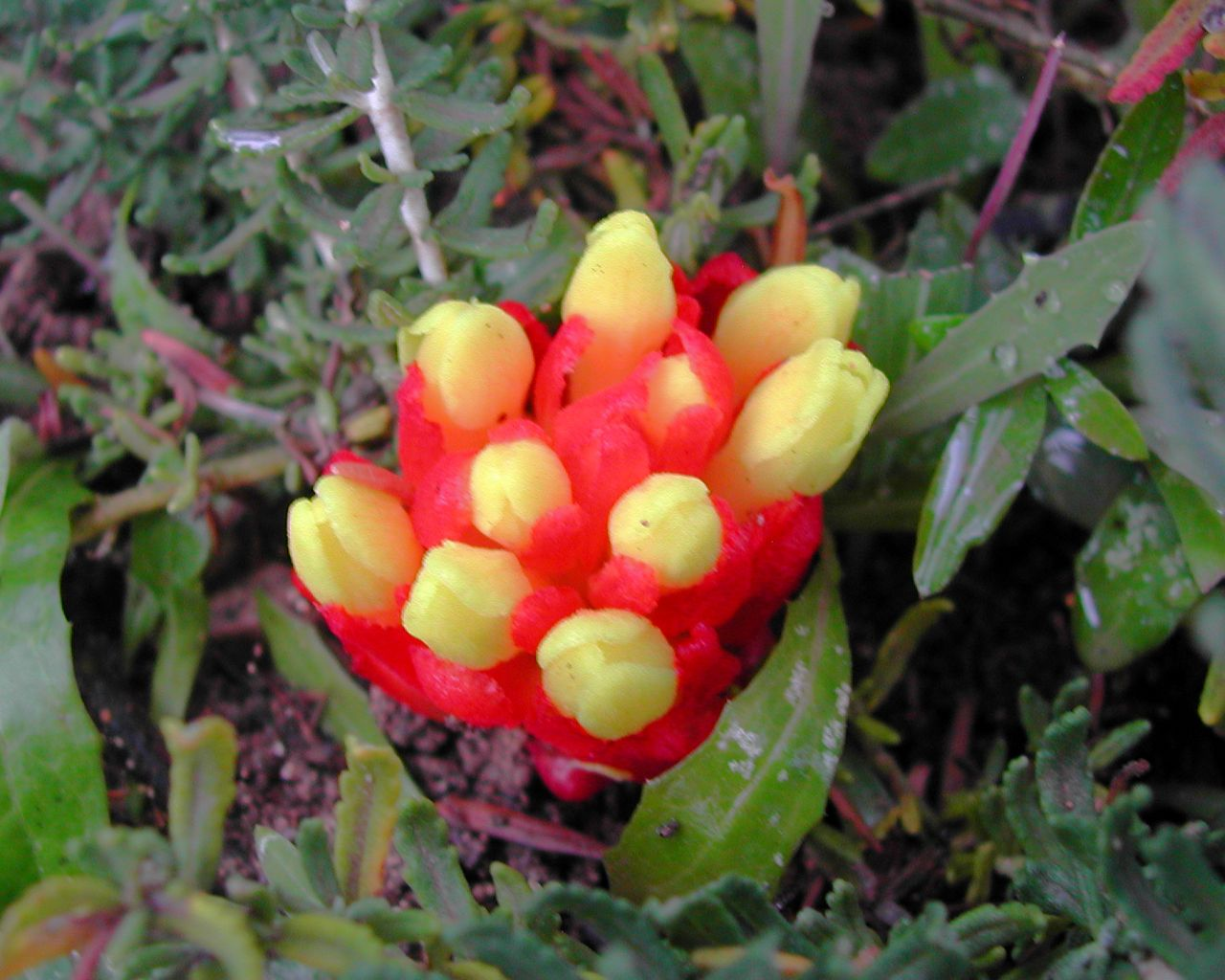
Vista de la planta

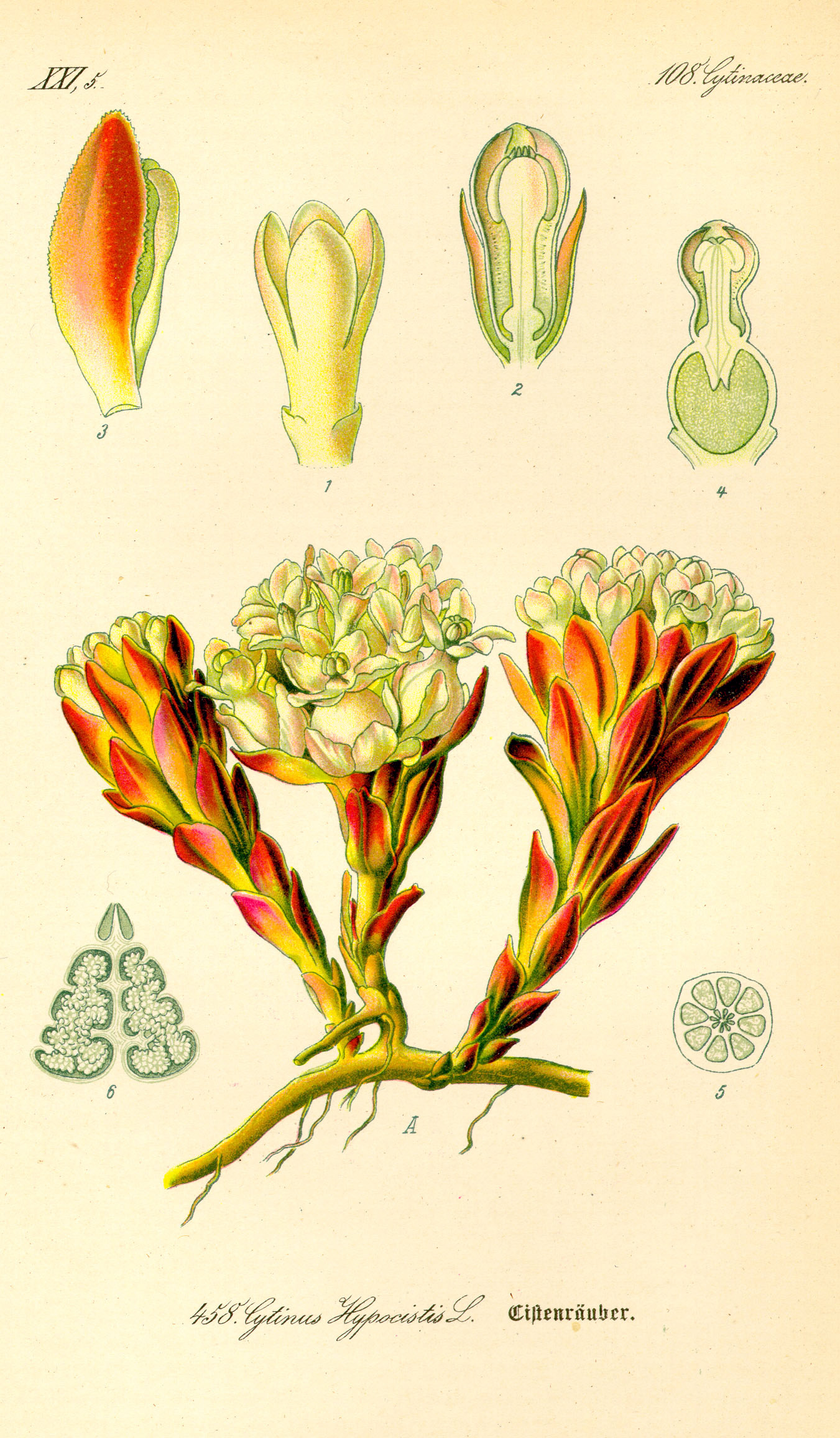
Ilustración

## Descripción
Tiene tallos floríferos de 3-13(16) cm, solitarios o en manojos de hasta 10(13) sobre la misma raíz, erectos, de  10 mm de diámetro en la base y 20 mm en el ápice, glabros o con pubescencia glandulosa. Las hojas de 15-25(30) x 4-10 mm, oblongas u ovadas, densas, imbricadas, obtusas, irregularmente dentadas (fimbriadas),las hipogeas blanquecinas, las epigeas amarillentas o rojizas, incluso de un rojo escarlata en la parte apical. Inflorescencias con (3)4-14(20) flores; brácteas de 10(15) - 3 mm, del mismo color que las hojas o de coloración más intensa; bractéolas algo más pequeñas y estrechas, elípticas, cóncavo-convexas, enteras, papilosas o glandulosas, rojas o de un rojo escarlata. Perianto de las flores masculinas de 12-15(17) mm, con el tubo bruscamente constreñido bajo los lóbulos; el de las femeninas, de 12-30 mm, lageniforme, papiloso –rara vez glanduloso–sobre todo en la cara externa, de color amarillo o amarillo limón; lóbulos 4-8(10) mm. Fruto 5-10 mm de diámetro, amarillo. Semillas 0,1-0,2 mm, numerosas,elipsoides. Tiene un número de cromosomas de 2n = 32*.

## Distribución
Cytinus hypocistis es nativa en los países circummediterráneos, incluida toda la península ibérica, las diversas islas del Mediterráneo y las islas Canarias.

## Usos
Cytinus hypocistis se ha utilizado en la medicina tradicional para tratar la disentería y los tumores de la garganta, y se ha utilizado por sus propiedades astringentes, antidiarreicas, emenagogas (Dioscórides, De Material Medica, Book 1, cap. CXXVII p. 119). Un nombre vernáculo extendido es chupamieles, porque oprimidas entre los dedos las flores liberan un néctar dulce apreciado por los niños.

## Taxonomía
Cytinus hypocistis fue descrita por Carlos Linneo y publicado en Genera Plantarum, ed. 6 576. 1764.
Sinonimia
- Asarum hypocistis L.	basónimo
- Cytinus hypocistis var. lutea (Fourr.) Briq.
- Cytinus hypocistis var. ochraceus Guss.
- Cytinus hypocistis subsp. ochraceus (Guss.) Wettst.
- Cytinus hypocistis f. solaris Finschow
- Hypocistis hypocistis (L.) Linding.
- Hypocistis lutea Fourr.
- Thyrsine hypocistis Walp.[9]

## Nombres comunes
- Castellano: castillejos, chuchos de lobo, colmenilla española, planta de bandera, plantilla española, chupa, chupamieles (6), chupanos, chupera (5), chuperas (4), colmenica de jaguarzo, española, colmenicas (3), colmenicas de juagarzo, colmenilla del jaguarzo, colmenillas (3), colmeninas, colmenitas, doncella (4), doncellas (4), filosa, granadilla (5), granadillas (2), hipocistide, hipocisto (10), hipocístide (8), hipocístido, hipocístidos, hipoquistidos, hongo de la jara, hypocistide, hypocisto, melera (6), meleras (5), menchugas, panchuga, panocha de jara, pechugas, pella (2), pellas, perla (2), perlas (3), pinitas (2), pino de las jaras, pito de lobo, piñita (5), piñitas, puntica, punticas, tetas de doncella, tetica (2), teticas (4), teticas de doncella (2), teticas de novicia, teticas doncellas, tetitas de doncella.(el número entre paréntesis indica las especies que llevan el mismo nombre en España).[10]
- turmeruela[11]